# M.A.T.E.R.
MATER (Motori Alimentatori Trasformatori Elettrici Roma, thường được gọi là MATER Roma) là một câu lạc bộ bóng đá Ý đến từ Rome. Đội bóng đã bị giải thể vào năm 1945 vì thiếu vốn. Màu sắc của đội là tím và xanh lá cây.
Câu lạc bộ đã tham dự mùa giải Serie B 1942-43.